# 리히텐슈타인의 공휴일
리히텐슈타인의 공휴일은 다음과 같다.
| 날짜           | 공휴일 이름                           | 비 고                                            |
| -------------- | ------------------------------------- | ------------------------------------------------ |
| 1월 1일        | 새해 첫날                             |                                                  |
| 1월 2일        |                                       |                                                  |
| 1월 6일        | 주님 공현 대축일                      |                                                  |
| 2월 2일        | 주님 봉헌 축일                        |                                                  |
| 2~3월 중(이동) | 참회의 화요일                         | 재의 수요일 전날                                 |
| 3월 19일       | 성 요셉 대축일                        |                                                  |
| 3~4월 중(이동) | 성금요일                              |                                                  |
| 3~4월 중(이동) | 부활절                                | 춘분 이후 첫 만월 다음의 일요일                  |
| 3~4월 중(이동) | 이스터 먼데이                         | 부활절 다음날                                    |
| 5월 1일        | 노동절                                |                                                  |
| 5~6월 중(이동) | 주님 승천 대축일                      | 부활절로부터 39일 후(부활 제6주간 목요일)        |
| 5~6월 중(이동) | 성령 강림 대축일                      | 부활절로부터 49일 후(부활 제7주일 다음 일요일)   |
| 5~6월 중(이동) | 성령 강림 대축일 다음날               | 부활절로부터 50일 후에 해당하는 월요일           |
| 6월경(이동)    | 그리스도의 성체 성혈 대축일           | 성령 강림 대축일로부터 11일 후에 해당하는 목요일 |
| 8월 15일       | 성모 승천 대축일                      |                                                  |
| 9월 8일        | 복되신 동정 마리아 탄생 축일          |                                                  |
| 11월 1일       | 모든 성인 대축일                      |                                                  |
| 12월 8일       | 원죄 없이 잉태되신 동정 마리아 대축일 |                                                  |
| 12월 24일      | 크리스마스 이브                       |                                                  |
| 12월 25일      | 크리스마스                            |                                                  |
| 12월 26일      | 성 스테파노 축일                      |                                                  |
| 12월 31일      | 신년전야                              |                                                  |